# Casa familiare
La casa familiare, in ambito giuridico, è il luogo in cui i coniugi hanno stabilito la loro vita, prima coniugale, e poi familiare (intesa nel significato di famiglia come nucleo formato anche da figli), fino alla separazione.
Si fa riferimento alla "casa familiare" all'art. 337 sexies soprattutto con riguardo all'assegnazione della stessa.
Si stabilisce che la casa verrà attribuita tenendo conto dell'interesse dei figli, in quanto è lì che questi sono cresciuti e continueranno a crescere dopo la separazione.
Nella prassi, essendo l'affido dato alla madre in più del 90% dei casi, la casa familiare verrà occupata dalla stessa in quanto tutrice dei figli, e dai figli stessi.